# Borgiola rugosa
Borgiola rugosa är en mossdjursart som först beskrevs av John Borg 1933.  Borgiola rugosa ingår i släktet Borgiola och familjen Cerioporidae. Inga underarter finns listade i Catalogue of Life.